# KS Tërbuni Pukë
Klubi Sportive Tërbuni Pukë is een in 1936 opgerichte Albanese voetbalclub uit Pukë. De club promoveerde in 2015 voor het eerst naar de Kategoria Superiore waar het in het seizoen 2015/16 laatste werd en weer degradeerde. In 2020 degradeerde de club weer naar het derde niveau, waar het sindsdien actief is.

## Erelijst

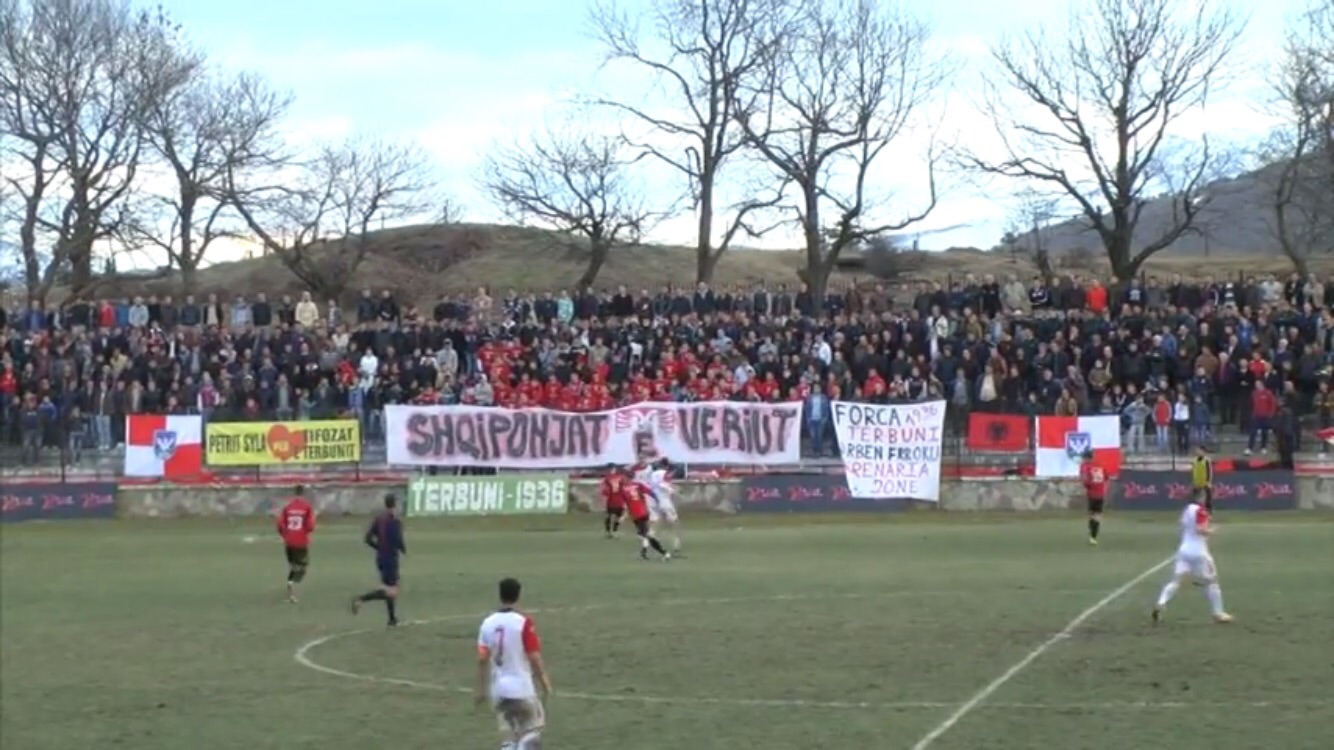
Het Ismail Xhemali stadion in Pukë dat plaats biedt aan 3.000 toeschouwers.

- Kategoria e Parë (II): 2015
- Kategoria e Dytë (III): 2012
- Kategoria e Tretë (IV): 2004

Groep A (noord): Adriatiku · Albanët · Basania · Besëlidhja · Gramshi · Luzi · Murlani · Naftëtari · Sopoti · Tërbuni · Veleçiku

Groep B (zuid): Butrinti · Delvina · Devolli · Këlcyra · Luftëtari · Maliqi · Memaliaj · Oriku · Shkumbini · Tomori · Turbina ·